# Coronélisme

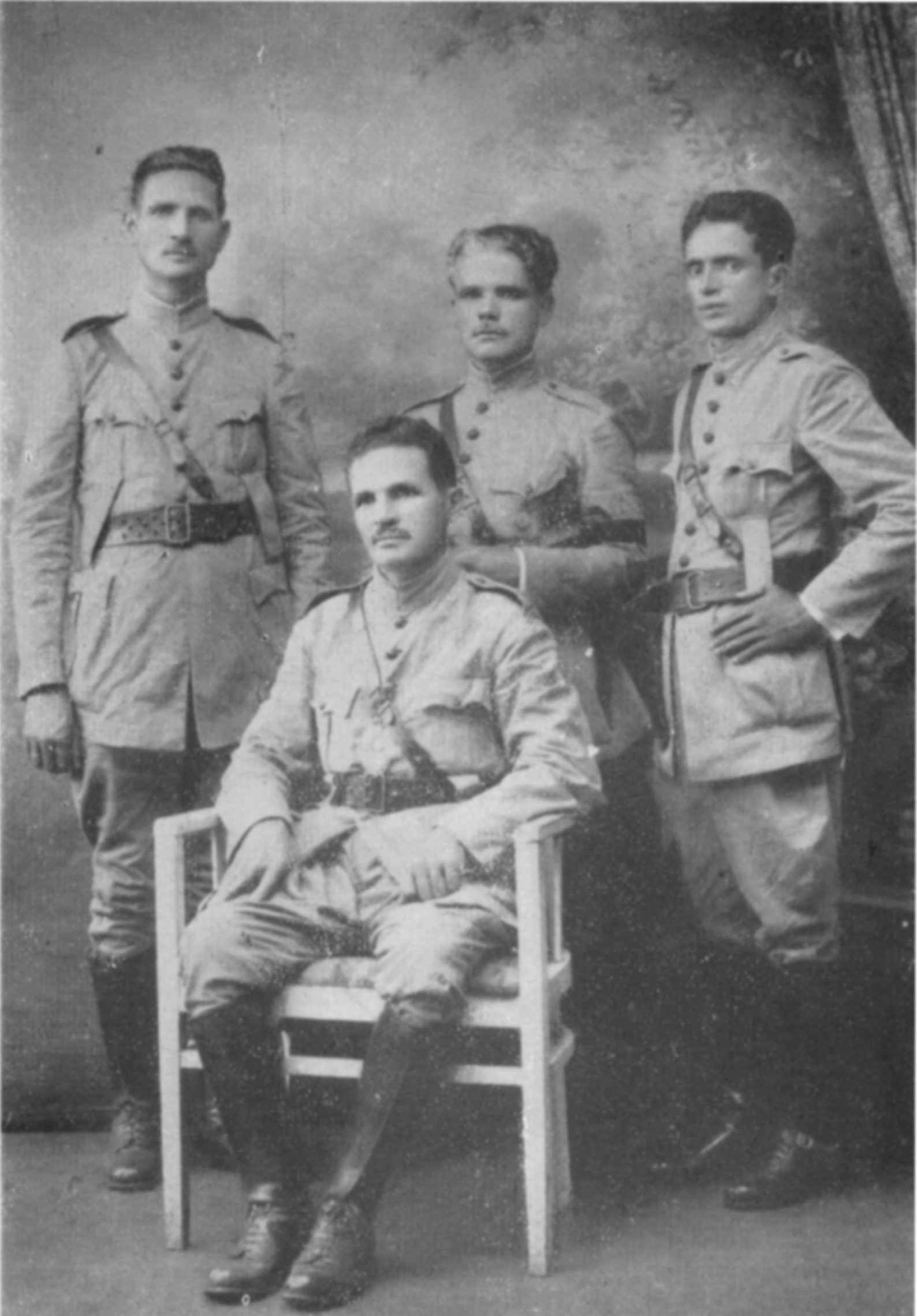
Horácio de Matos, coronel du Nordeste, avec ses hommes vers 1930.

Le Coronelismo (littér. colonellisme en français) était un système de pouvoir local dans les régions rurales du Brésil sous la Vieille République (1889-1930). Il était assuré par des propriétaires fidèles au gouvernement brésilien, les coroneis.

## Historique
Le titre de coronel (colonel) vient d'un grade de la Garde nationale (pt) créée en 1831 sous l'empire du Brésil, pendant la période troublée de la régence du jeune empereur Pierre II (né en 1825). Ce titre est généralement décerné à un grand propriétaire (fazendeiro) capable de maintenir l'ordre public sur son territoire, et il reste dans l'usage même après avoir perdu son caractère officiel. Sous la Vieille République (1889-1930), le transfert de pouvoirs et de recettes fiscales vers les États du Brésil et les municipios (municipalités) tend à renforcer la puissance locale du coronel, le plus souvent un grand propriétaire foncier, plus rarement un commerçant ou un prêtre, s'appuyant sur un solide réseau de népotisme, parrainage et clientélisme. Il recrute ses hommes armés parmi ses dépendants (agregados) à qui il assure une aide matérielle et une impunité face à la justice. Il préside les fêtes religieuses et sert d'arbitre dans les conflits fonciers ou les enlèvements de jeunes filles.

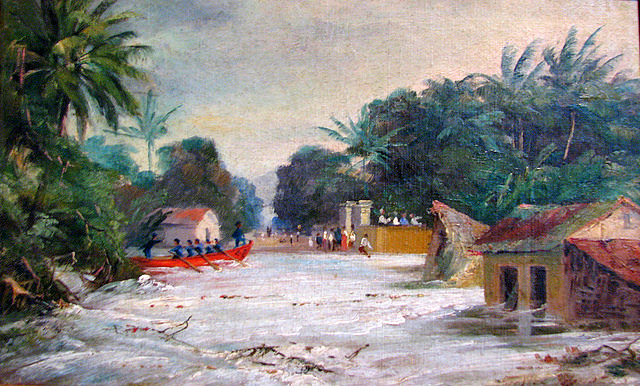
Entrée d'une fazenda pendant une inondation, toile de Jerônimo José Telles Júnior (1851-1914).

Le coronel est souvent assisté par un lettré (doutor), avocat ou médecin, qui sert d'intermédiaire auprès des élites urbaines. Il assure son pouvoir en favorisant l'élection du gouverneur, au besoin par la violence et la fraude. Dans les régions pauvres du Nordeste, les coroneis règnent en chefs de guerre et peuvent rejeter l'autorité du gouvernement local de Bahia appuyé sur les politiciens professionnels et les commerçants exportateurs : en 1920, les coroneis du bassin du Rio São Francisco mettent en déroute les troupes envoyées par le gouverneur. Horácio de Matos (pt) (1882-1931), le plus puissant des coroneis de l'État de Bahia, obtient la reconnaissance de son droit à garder des armes et munitions et de son autorité sur 12 municipalités. Dans le Ceará, entre 1921 et 1928, des conflits armés opposent entre elles les milices des grandes familles. 
Dans les États les plus prospères comme São Paulo ou le Rio Grande do Sul, les coroneis sont loin d'avoir le même pouvoir et, le plus souvent, ils sont subordonnés aux chefs des partis politiques, gouverneurs ou sénateurs, souvent issus des grandes familles locales ; cependant, les pratiques de fraude, violence et assassinat politique se perpétuent sous une façade plus policée. 
À  la fin du XXe siècle, le terme de « colonel » est toujours employé pour désigner un grand propriétaire s'appuyant sur une milice d'hommes de main pour s'opposer au mouvement des paysans sans terre,.

## Fiction
- Bande dessinée : 
  - Samba avec Tir Fixe, dans l'album Sous le signe du Capricorne d'Hugo Pratt (1971). Cet épisode des aventures de Corto Maltese le met en scène au Brésil pendant la Première Guerre mondiale alors qu'il se joint à un groupe de cangaceiros pour combattre un colonel esclavagiste.

- Cinéma : 
  - Antonio Das Mortes, film brésilien de Glauber Rocha, sorti en 1969. Un tueur à gages au service d'un colonel tyrannique prend le parti des paysans opprimés.